# Elèctrica Ramblas

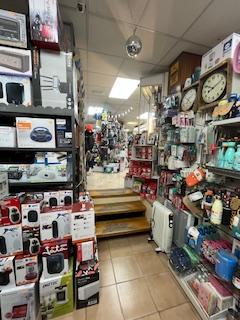
Interior Elèctrica Rambles (Palma)

Eléctrica Ramblas és una empresa mallorquina fundada el 1952 per Antonio Vives Sora a la Rambla de Palma, dedicada inicialment a la venda de productes elèctrics i la instal·lació d'il·luminació en llocs emblemàtics com el Castell de Bellver. La seva filla, Francisca Vives Cladera, va assumir la direcció de l'empresa, mantenint la política de tracte personalitzat al client. Amb el temps, l'establiment es va traslladar a l'avinguda d'Alemanya de Palma. Va ser reconeguda com a Comerç Emblemàtic pel Catàleg d'establiments emblemàtics de l'Ajuntament de Palma el 2024.